# Щекинов, Юрий Андреевич
Юрий Андреевич Щекинов — астрофизик, профессор, доктор физико-математических наук, заведующий кафедрой физики космоса Южного федерального университета. Член Совета по астрономии РАН.

## Биография
Юрий Андреевич Щекинов заинтересовался физикой в подростковом возрасте. Одним из факторов, который этому способствовал, было прочтение книги Якова Исидоровича Перельмана «Занимательная физика».
Получил высшее образование на кафедре физики космоса Ростовского государственного университета. Тема его дипломной работы «К теории гравитационной устойчивости изотропного мира». Дипломный руководитель — Леонид Самойлович Марочник. Юрий Щекинов окончил учёбу в 1972 году.
В начале научной карьеры выступал а ФИАН на семинаре у Виталия Лазаревича Гинзбурга.
Среди основных направлений научной деятельности — космология, физика межзвездной среды, физика пылевой плазмы, физика протопланетных дисков.
Юрий Щекинов — автор учебных пособий «Численные методы в астрофизике» и «Физика межзвездной среды».
Ведущий научный сотрудник отдела теоретической астрофизики и космологии АКЦ.
Работает над проектами «Холодной Вселенной» и «Химической эволюции Вселенной».
Юрий Андреевич Щекинов — заведующий кафедрой физики космоса Южного федерального университета.
Защитил докторскую диссертацию 16 сентября 1992 года.
На всероссийской конференции «Астрофизика высоких энергий сегодня и завтра» Юрий Щекинов делал доклад «О природе Северного Полярного Шпура».
Состоит в совете по астрономии Российской академии наук.